# 원진 (마방진)
마원진(魔圓陣, 영어: Magic circle) 또는 원진(圓陣)은 특정한 위치에 있는 수들의 합이 마법 합으로 같은 원 형태의 도형을 말한다. 양휘의 마원진, 정이동의 마원진 등의 종류가 있다.

## 양휘의 마원진
양휘(중국어 간체자: 杨辉, 영어: Yang Hui)의 마원진은 그의 1275년 저서 속고적기산법《續古摘奇算法》에 기록되어 있다. 양휘가 만든 마원진은 사각형 모양의 마원진 5개, 고리 모양의 6개, 사각형 모양의 동심원 마원진(concentric magic circle) 8개, 사각형 모양의 마원진 9개 등이 있다.

### 양휘의 동심원 마원진

양휘의 동심원 마원진

양휘의 동심원 마원진은 다음 특성이 있다.
- 8개 반지름에 있는 수의 합(9 제외)이 69이다.

28 + 5 + 11 + 25 = 69
- 따라서 4개 지름에 있는 수의 합이 147이다.

28 + 5 + 11 + 25 + 9 + 7 + 19 + 31 + 12 = 147 = (69 × 2) + 9
- 각 원(9 제외)에 있는 수들의 합이 138이다. 가운데 9를 더하면 147이다.

10 + 22 + 7 + 30 + 2 + 18 + 25+ 24 = 138 = 69 × 2
- 닮은 반원에 있는 수들의 합은 345이다. 어떤 반원이어도 마찬가지이다.

28 + 27 + 20 + 33 + 12 = 120
5 + 15 + 16 + 1 + 31 = 68
11 + 3 + 23 + 13 + 19 = 69
25 + 24 + 10 + 22 + 7 = 88
120 + 68 + 69 + 88 = 345 = 69 × 5
27 + 20 + 33 + 12 + 4 = 96
15 + 16 + 1 + 31 + 21 = 84
3 + 23 + 13 + 19 + 14 = 72
24 + 10 + 22 + 7 + 30 = 93
96 + 84 + 72 + 93 = 345

### 사각형 모양의 동심원 마원진 8개

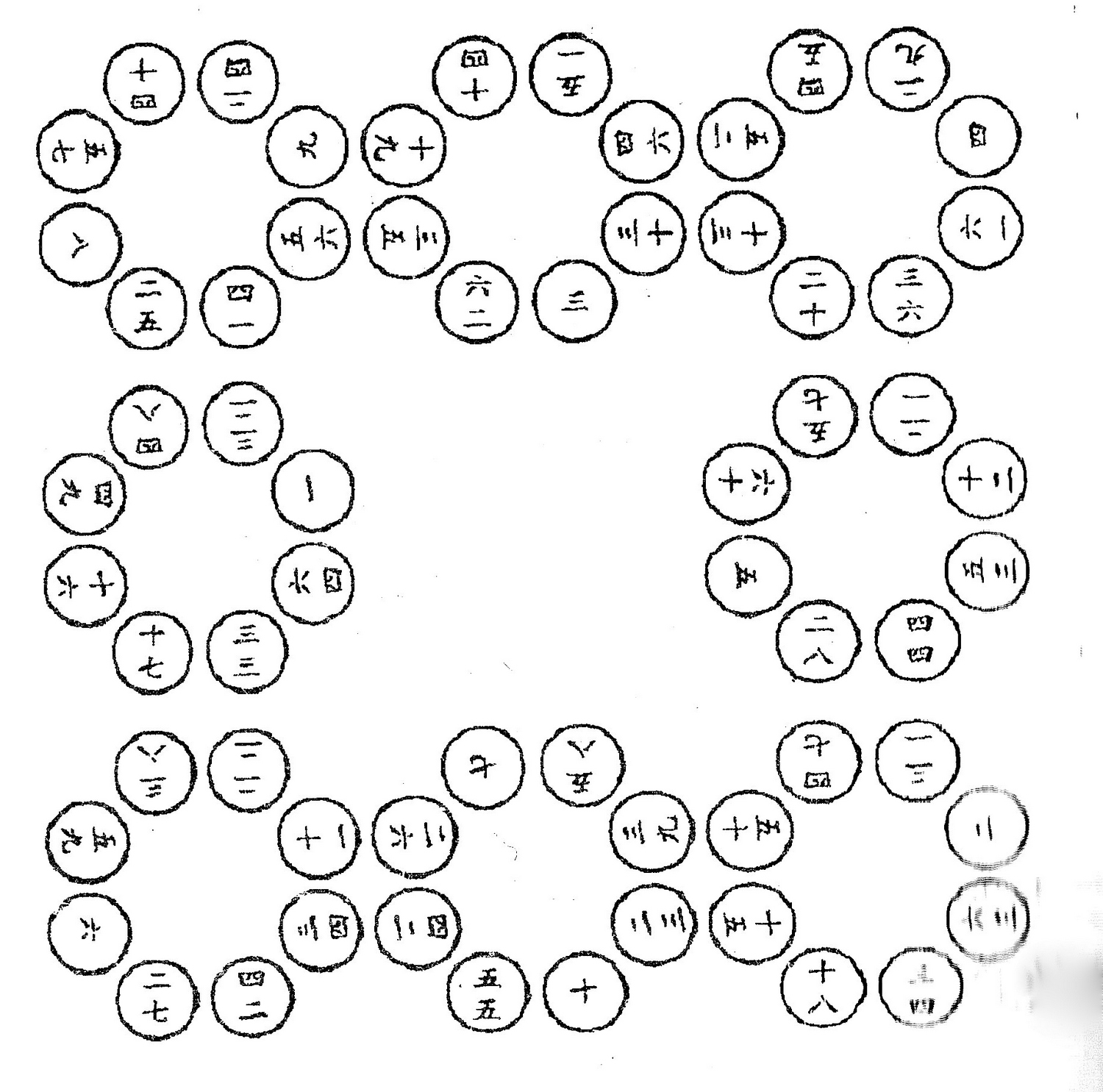
양휘의 사각형 모양 동심원 마원진 8개 팔진도(八阵图)

### 사각형 모양의 동심원 마원진 9개

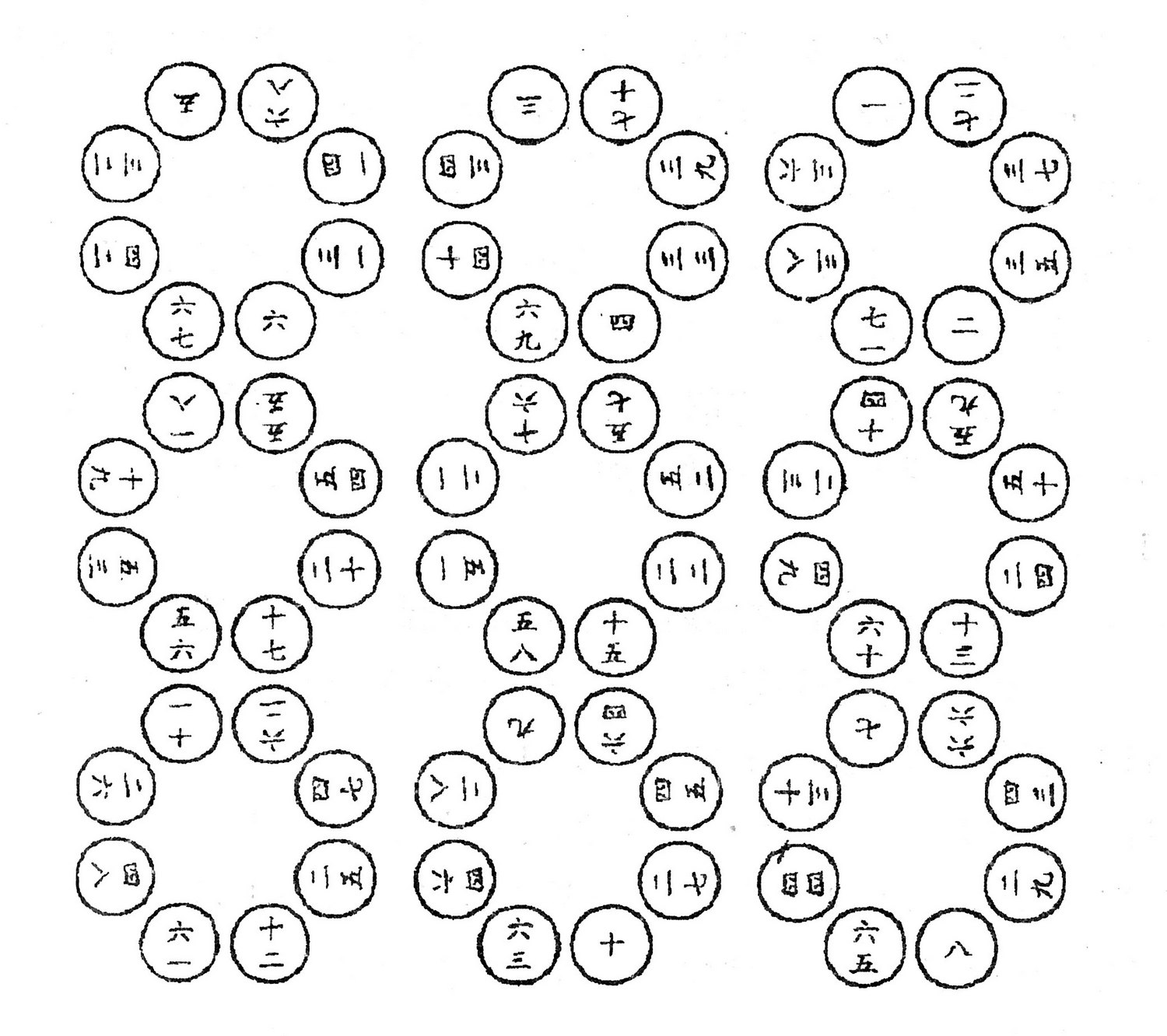
양휘의 사각형 모양 동심원 마원진 8개 연환도(连环图)

## 정이동의 마원진
정이동(중국어 간체자: 丁易东, 영어: Ding Yidong)의 마원진의 특성은 다음과 같다.
- 각 반지름과 중심에 있는 일부 수들은 일의 자리 숫자가 같다.

각 반지름 위에 있는 끝에서부터 5개의 수의 일의 자리 숫자는 1, 2, 3, 4, 6, 7, 8, 9이다.
중심에 있는 9개의 수의 일의 자리 숫자는 5 또는 0이다.
- 각 원(가운데 25 제외)에 있는 수들의 합은 200이다.

45 + 10 + 35 + 30 + 5 + 40 + 15 + 20 = 200
- 어떤 수를 선택하면(가운데 25 제외), 원에서 그 반대편에 있는 수와의 합이 50이다.

49 + 1 = 50
2 + 48 = 50
- 따라서 각 지름에 있는 수들의 합은 항상 325이다.

49 + 39 + 29 + 19 + 9 + 45 + 25 + 5 + 41 + 31 + 21 + 11 + 1 = 325 = 25 + 6 × 50

정이동의 마원진

## Cheng Dawei의 마원진

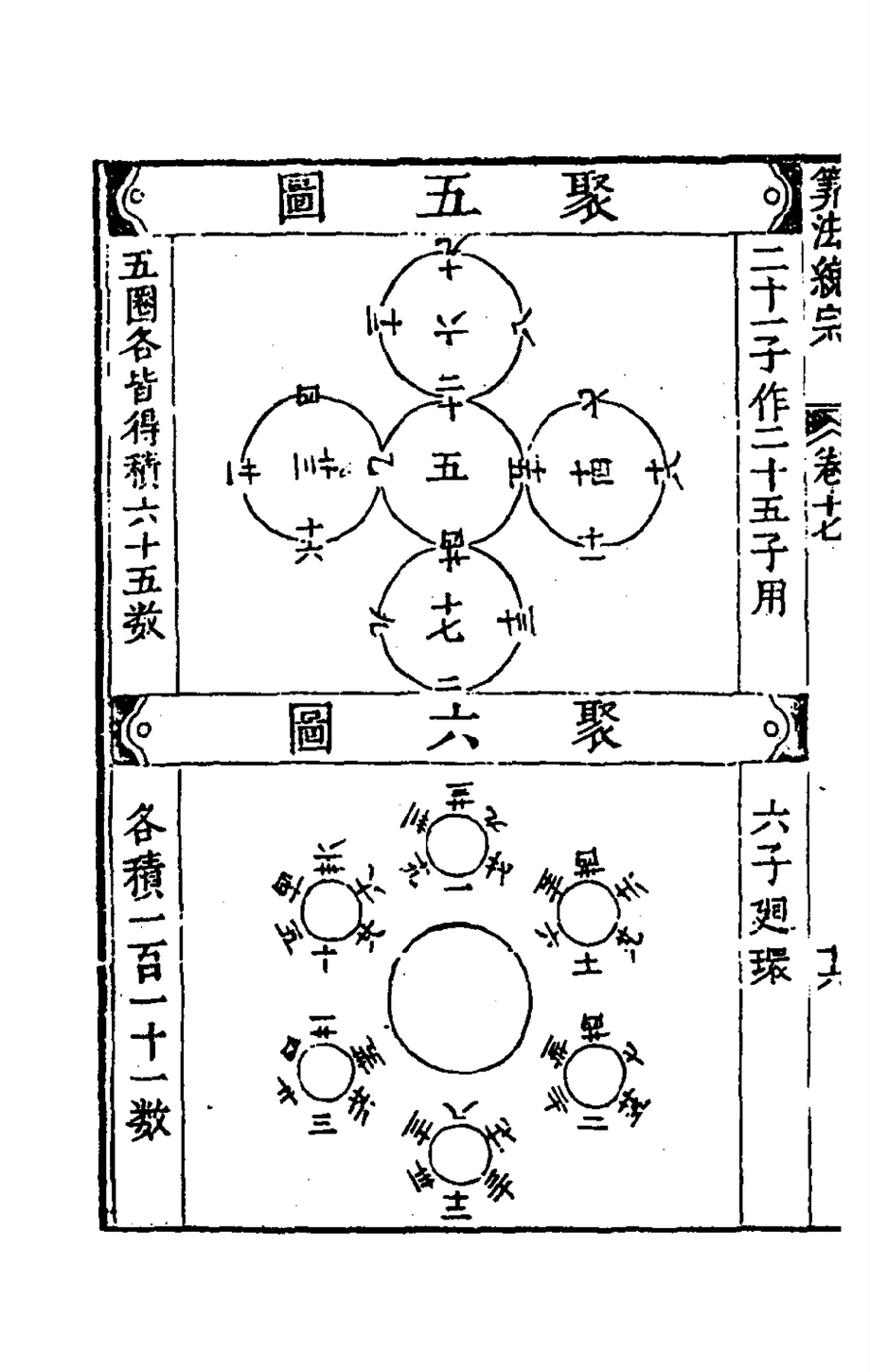
Cheng Dawei의 마원진

## 다차원 확장

앤드류(Andrews)의 마구진

다음은 구 모양의 마원진이다.

## 같이 보기
- 마방진
- 육각진
- 양휘